# Dino Barsotti
Dino Barsotti (ur. 1 stycznia 1903 w Livorno, zm. 12 czerwca 1985 tamże) – włoski wioślarz, dwukrotny medalista olimpijski.
Wystąpił na igrzyskach olimpijskich w Los Angeles w 1932, gdzie Włosi w składzie: Vittorio Cioni, Renato Bracci, Mario Balleri, Dino Barsotti, Roberto Vestrini, Guglielmo Del Bimbo, Enrico Garzelli, Renato Barbieri i Cesare Milani (sternik) zdobyli srebrny medal w ósemkach. W finale o 0,2 sekundy przegrali z osadą Stanów Zjednoczonych, a o 2,6 sekundy wyprzedzili Kanadyjczyków. Na rozgrywanych cztery lata później igrzyskach olimpijskich w Berlinie wspólnie z Guglielmo Del Bimbo, Oreste Grossim, Enzo Bartolinim, Mario Checcaccim, Dante Secchim, Ottorino Quaglierinim, Enrico Garzellim i Cesare Milanim (sternik) ponownie zajął drugie miejsce w ósemkach. W finale ponownie przegrali z osadą USA, tym razem o 0,6 sekundy.
W tej samej konkurencji zdobył ponadto złoty medal na mistrzostwach Europy w Bydgoszczy (1929) oraz srebrne medale na mistrzostwach Europy w Liège (1930), mistrzostwach Europy w Paryżu (1931) i mistrzostwach Europy w Budapeszcie (1933).
W latach 1929-1933 i 1936 zdobywał mistrzostwo kraju w ósemkach.